# Обідранець (фільм, 1916)
Обідранець (англ. The Ragamuffin) — американська драма режисера Вільяма Ч. де Мілля 1916 року.

## У ролях
- Бланш Світ — Дженні
- Том Форман — Боб ван Дайк
- Міннетт Баррет — Бет, його сестра
- місіс Льюїс МакКорд — Мері
- Дж. Паркс Джонс — Джек Декстер
- Джеймс Нілл — брокер
- Вільям Елмер — Келлі